# Caspar Lehmann
Caspar Lehmann (alemany: Caspar Lehman)  (segle XVI - Praga, 1623) fou un artesà alemany tallador de gemmes i gravador de vidre.
En la primera dècada del segle xvii, Lehmann va adaptar les tècniques d'utilització de rodes de coure i bronze per gravar gemmes i per gravar vidre. Tot i que tant el gravat de tall (Tiefschnitt, "tall profund") com el d'alt relleu (Hochschnitt, "tall alt") sobre vidre havien estat practicats des de temps antics, Lehmann va ser el primer gravador de vidre modern que va desenvolupar una tècnica avançada amb un estil personal. El seu primer treball datat és un got de vidre, de 1605. El 1609, va rebre un privilegi exclusiu de l'emperador Rudolf II a Praga per poder gravar vidre.
El seu alumne Georg Schwanhardt va fundar l'escola de gravadors de Nuremberg.

## Galeria

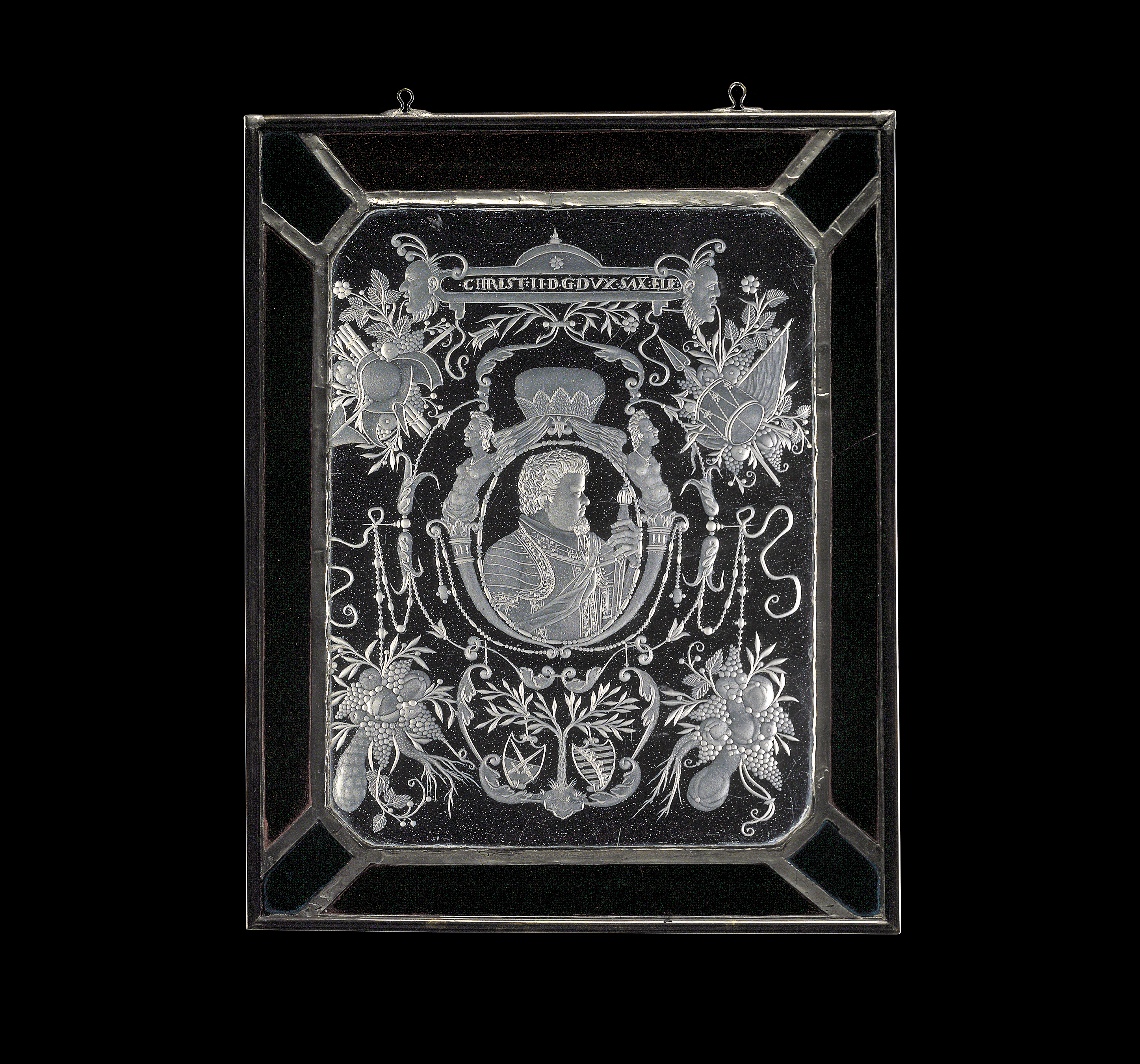
Caspar Lehmann, panell amb un retrat de Christian II, elector de Saxònia, 1602 o 1606, Museu d'Arts Decoratives a Praga
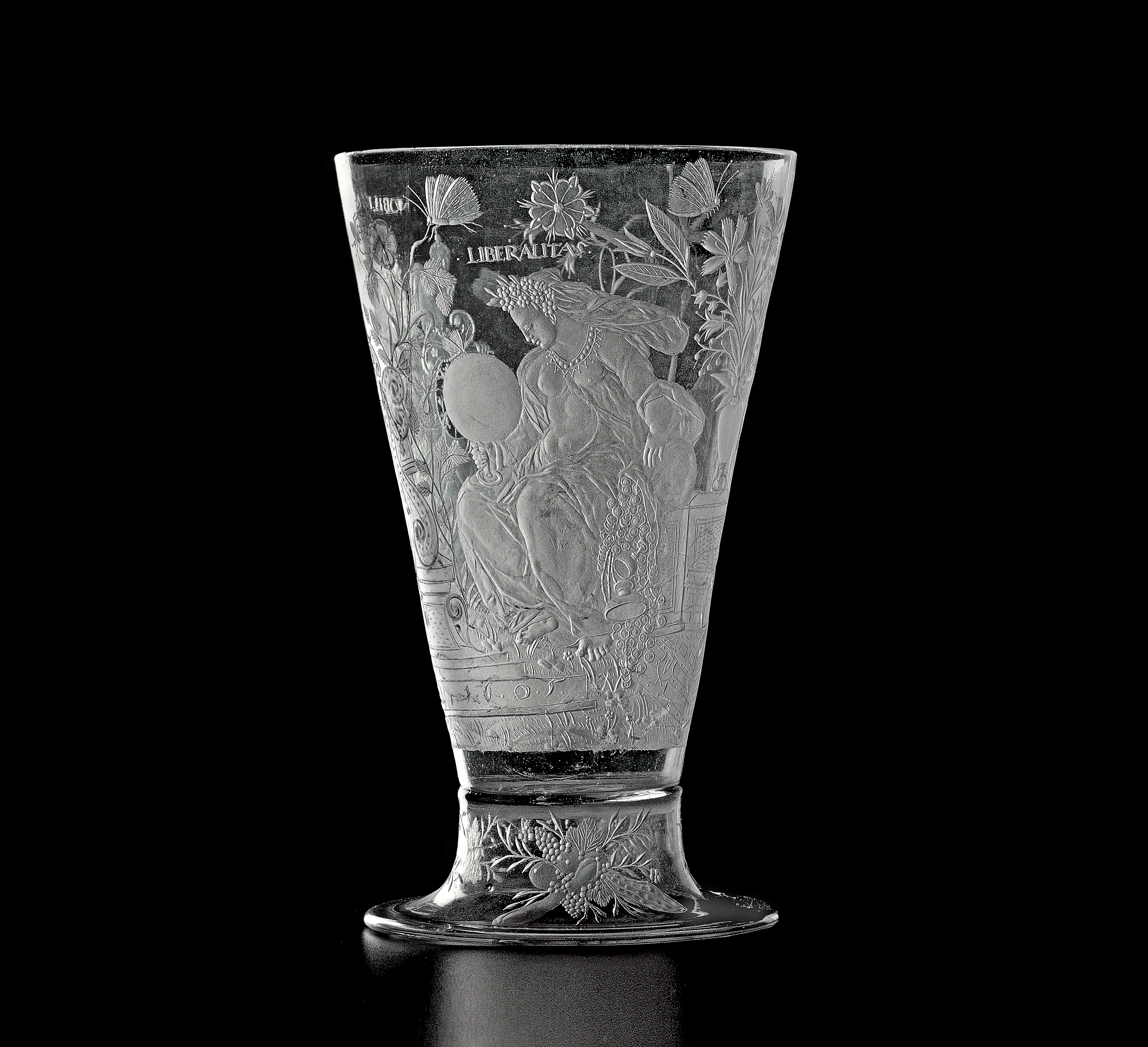
Caspar Lehmann, vas de copa amb els escuts de Wolf Sigismund von Losenstein i Susana von Rogendorf, i tres figures al·legòriques de 1605, Museu d'Arts Decoratives a Praga
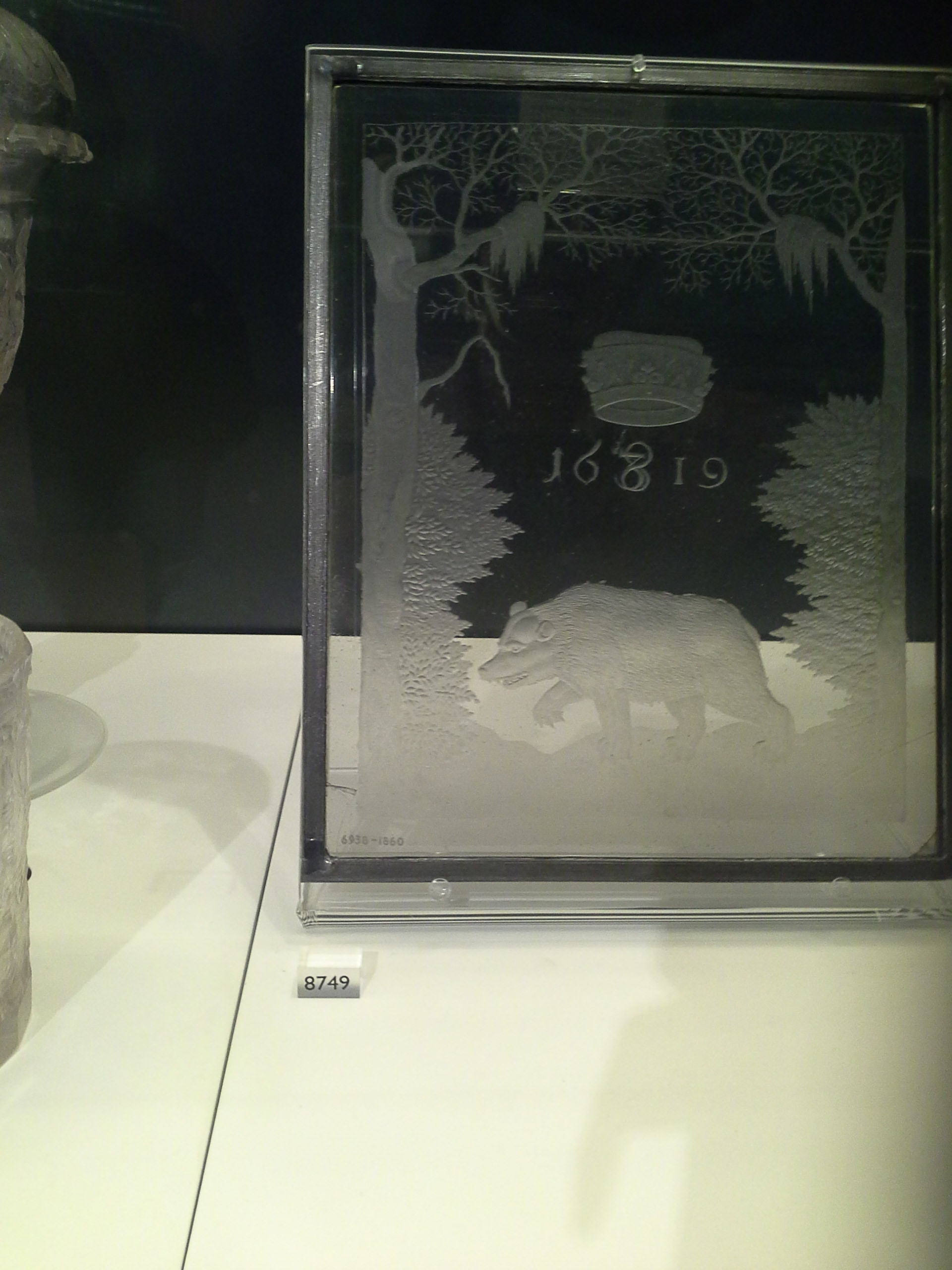
Vidre fabricat per Caspar Lehmann
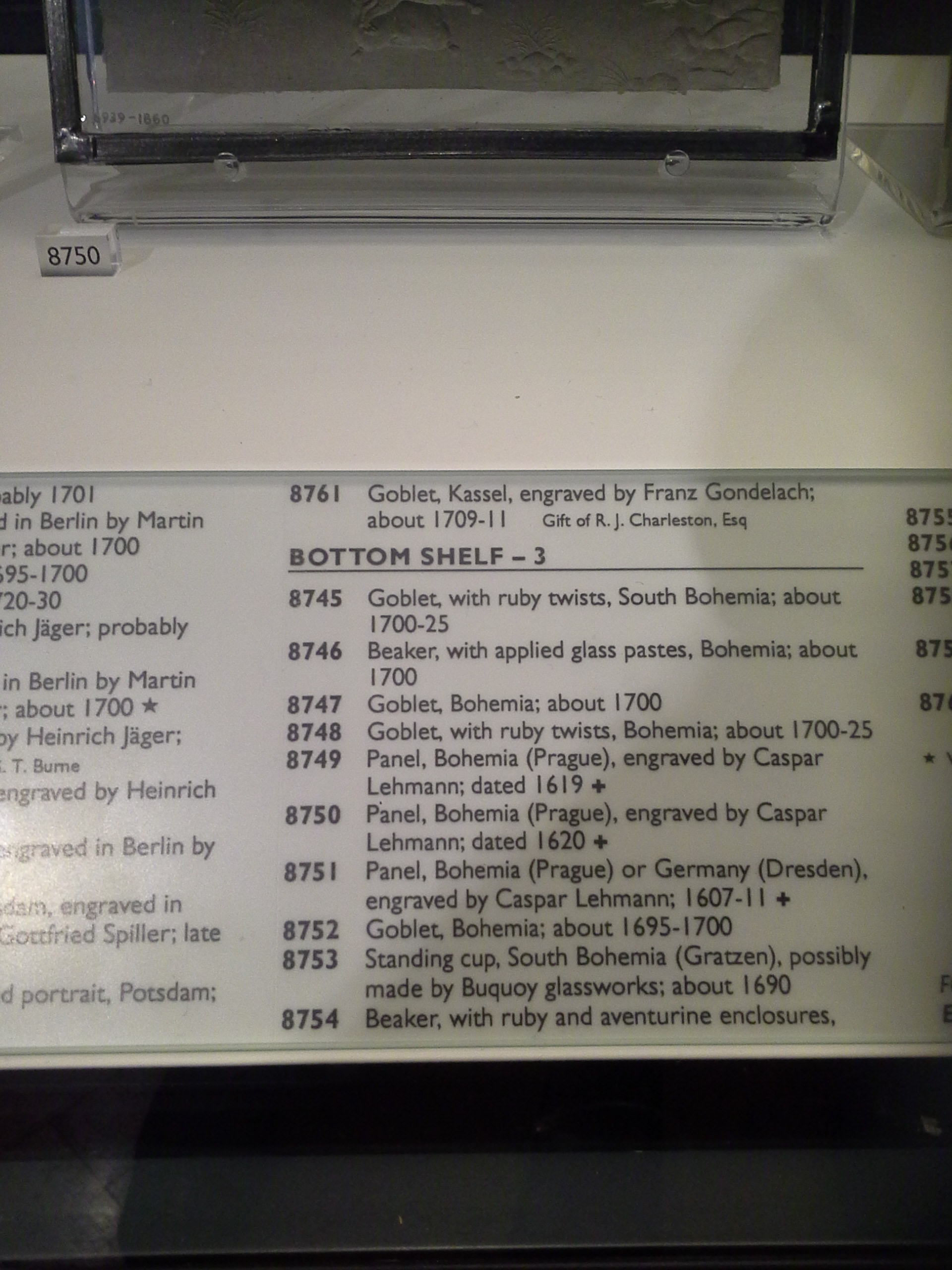
Vidre documentat al museu V&A